# Mário dos Santos
Mário dos Santos, född 10 september 1979, är en friidrottare från Brasilien. Han deltog vid olympiska sommarspelen 2004, olympiska sommarspelen 2008 och olympiska sommarspelen 2016.